# Hàm Ninh, huyện Quảng Ninh
Hàm Ninh là một xã thuộc huyện Quảng Ninh, tỉnh Quảng Bình, Việt Nam.

## Địa lý
Xã Hàm Ninh nằm ở phía Đông Bắc huyện Quảng Ninh, có vị trí địa lý như sau:
- Phía Bắc giáp xã Vĩnh Ninh và xã Võ Ninh
- Phía Tây giáp xã Trường Xuân
- Phía Nam giáp xã Trường Xuân và xã Hiền Ninh
- Phía Đông giáp xã Duy Ninh và xã Võ Ninh

Xã Hàm Ninh có diện tích 20,61 km², dân số năm 2019 là 5.537 người, mật độ dân số đạt 269 người/km².

## Lịch sử
Ngày 16 tháng 6 năm 2025, Ủy ban Thường vụ Quốc hội ban hành Nghị quyết số 1680/NQ-UBTVQH15 về việc sắp xếp các đơn vị hành chính cấp xã của tỉnh Quảng Trị năm 2025. Theo đó, sắp xếp toàn bộ diện tích tự nhiên, quy mô dân số của thị trấn Quán Hàu, xã Vĩnh Ninh, xã Võ Ninh, xã Hàm Ninh thành xã mới có tên gọi là xã Quảng Ninh.